# 鵜足郡
- 令制国一覧 > 南海道 > 讃岐国 > 鵜足郡
- 日本 > 四国地方 > 香川県 > 鵜足郡

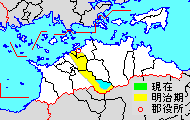
香川県鵜足郡の範囲（水色：後に他郡から編入された地域）

鵜足郡（うたりぐん・うたぐん）は、香川県（讃岐国）にあった郡。

## 郡域
1878年（明治11年）に行政区画として発足した当時の郡域は、現在の行政区画では概ね以下の区域に相当する。
- 丸亀市（土居町、土器町各町、飯野町各町、飯山町各町、綾歌町各町）
- 坂出市（川津町）
- 綾歌郡宇多津町（吉田地区を除く）
- 仲多度郡まんのう町（川東を除く長尾、炭所西、造田以東）

丸亀市土居町は後に那珂郡に編入されている。また、まんのう町川東は後に当郡に編入されている。

## 歴史

### 古代

#### 郷
最初は津野郷・二村郷・川津郷・坂本郷・小川郷・井上郷・栗隈郷・長尾郷から構成されていたが、井上郷から岡田の4村が分離して岡田郷が成立した。各郷は以下の村々で構成された。
- 津野郷 – 宇多津・東分・土器・土居
- 二村郷 – 東二（ひがしふた）・西二（にしふた）・西分
- 川津郷 – 川津
- 坂本郷 – 東坂元・西坂元・眞時・川原
- 小川郷 – 東小川・西小川
- 井上郷 – 上法軍寺（かみほうくんじ）・下法軍寺（しもほうくんじ）
- 岡田郷 – 岡田上・岡田下・岡田東・岡田西
- 栗隈郷 – 栗熊東・栗熊西・富熊
- 長尾郷 – 長尾・炭所東・炭所西・造田・中通・勝浦（川東は阿野郡山田郷に属す）

#### 式内社
『延喜式』神名帳に記される郡内の式内社。
| 神名帳             | 神名帳 | 神名帳 | 神名帳         | 比定社                   | 比定社                   | 比定社 | 集成 |
| 社名               | 読み   | 格     | 付記           | 社名                     | 所在地                   | 備考   | 集成 |
| ------------------ | ------ | ------ | -------------- | ------------------------ | ------------------------ | ------ | ---- |
| 鵜足郡 2座（並小） |        |        |                |                          |                          |        |      |
| 飯神社             | イヒ   | 小     |                | 飯神社                   | 香川県丸亀市飯野町東二   |        |      |
| 宇閉神社           | ウヘノ | 小     |                | （論）宇閇神社           | 香川県丸亀市綾歌町栗熊西 |        |      |
| 宇閉神社           | ウヘノ | 小     | （論）宇閇神社 | 香川県丸亀市綾歌町岡田下 |                          |        |      |
| 凡例を表示         |        |        |                |                          |                          |        |      |

### 近代
- 「旧高旧領取調帳」に記載されている明治初年時点での支配は以下の通り。（30村）
  - 高松藩（29村） - 宇多津村、土器村、東分村、東川津村、西川津村、東坂元村、川原村、真時村、西坂元村、東二村、西分村、西二村、西小川村、東小川村、下法軍寺村、上法軍寺村、富熊村、栗熊東村、栗熊西村、岡田東村、岡田下村、岡田西村、岡田上村、長尾村、炭所東村、炭所西村、造田村、中通村、勝浦村
  - 丸亀藩（1村） - 土居村
- 1871年（明治4年）
  - 8月29日 - 廃藩置県により、高松県、丸亀県の管轄となる。
  - 11月15日 - 第1次府県統合により香川県（第1次）の管轄となる。
- 1873年（明治6年）2月20日 - 名東県の管轄となる。
- 1875年（明治8年）9月5日 - 香川県（第2次）の管轄となる。
- 1876年（明治9年）8月21日 - 第2次府県統合により愛媛県の管轄となる。
- 1878年（明治11年）
  - 12月16日 - 郡区町村編制法の愛媛県での施行により、行政区画としての鵜足郡が発足。「阿野鵜足郡役所」が阿野郡坂出村に設置され、阿野郡とともに管轄。
  - 東川津村・西川津村が合併して川津村となる。（29村）
- 1888年（明治21年）12月3日 - 香川県（第3次）の管轄となる。

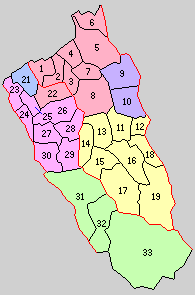
21.宇多津村 22.川津村 23.土器村 24.川西村 25.飯野村 26.坂本村 27.法勲寺村 28.富熊村 29.栗熊村 30.岡田村 31.長炭村 32.造田村 33.美合村（赤：坂出市 桃：丸亀市 緑：仲多度郡まんのう町 青：合併なし。1 - 19は阿野郡）

- 1890年（明治23年）2月15日 - 町村制の香川県での施行により、以下の町村が発足。土居村は那珂郡丸亀町（現・丸亀市）の合併に参加して郡より離脱。（13村）
  - 宇多津村（単独村制。現・綾歌郡宇多津町）
  - 川津村（単独村制。現・坂出市、丸亀市）
  - 土器村（単独村制。現・丸亀市）
  - 川西村 ← 西小川村、西二村（現・丸亀市）
  - 飯野村 ← 東分村、西分村、東二村（現・丸亀市）
  - 坂本村 ← 東坂元村、西坂元村、川原村、真時村（現・丸亀市）
  - 法勲寺村 ← 上法軍寺村、下法軍寺村、東小川村（現・丸亀市）
  - 富熊村（単独村制。現・丸亀市）
  - 栗熊村 ← 栗熊東村、栗熊西村（現・丸亀市）
  - 岡田村 ← 岡田上村、岡田下村、岡田東村、岡田西村（現・丸亀市）
  - 長炭村 ← 長尾村、炭所東村、炭所西村（現・仲多度郡まんのう町）
  - 造田村（単独村制。現・仲多度郡まんのう町）
  - 美合村 ← 中通村、勝浦村および阿野郡川東村（現・仲多度郡まんのう町）
- 1898年（明治31年）2月11日 - 宇多津村が町制施行して宇多津町が発足。（1町12村）
- 1899年（明治32年）4月1日 - 郡制の施行により阿野郡・鵜足郡の区域をもって綾歌郡が発足。同日鵜足郡廃止。

## 行政
愛媛県阿野・鵜足郡長
| 代 | 氏名 | 就任年月日                 | 退任年月日                | 備考         |
| -- | ---- | -------------------------- | ------------------------- | ------------ |
| 1  |      | 明治11年（1878年）12月16日 |                           |              |
|    |      |                            | 明治21年（1888年）12月2日 | 香川県に移管 |

香川県阿野・鵜足郡長
| 代 | 氏名 | 就任年月日                | 退任年月日                | 備考                           |
| -- | ---- | ------------------------- | ------------------------- | ------------------------------ |
| 1  |      | 明治21年（1888年）12月3日 |                           |                                |
|    |      |                           | 明治32年（1899年）3月31日 | 阿野郡との合併により鵜足郡廃止 |